# Asimina incana
Asimina incana (W.Bartram) Exell – gatunek rośliny z rodziny flaszowcowatych (Annonaceae Juss.). Występuje endemicznie w południowo-wschodniej części Stanów Zjednoczonych – w Georgii oraz na Florydzie. 

## Morfologia
PokrójZimozielony krzew dorastający do 1,5 m wysokości. Młode pędy są owłosione.
LiścieMają kształt od podłużnego do owalnego. Mierzą 5–8 cm długości. Są skórzaste, omszone. Nasada liścia jest od zaokrąglonej do klinowej. Wierzchołek jest tępy lub zaokrąglony. Ogonek liściowy jest omszony i dorasta do 2–6 mm długości.
KwiatySą pojedyncze lub zebrane po 2–4 w pęczkach. Rozwijają się w kątach pędów. Wydzielają zapach. Działki kielicha mają trójkątnie deltoidalny kształt i dorastają do 8–12 mm długości, są owłosione od wewnętrznej strony. Płatki zewnętrzne mają kształt od owalnego do podłużnego i białą lub kremową barwę, osiągają do 35–70 mm długości, natomiast wewnętrzne mają żółtobiaławą barwę i oszczepowaty kształt, są mniejsze od zewnętrznych. Kwiaty mają 3–5 słupków.
OwoceŻółtozielonkawe jagody, które tworzą owoc zbiorowy. Osiągają 8 cm długości.

## Biologia i ekologia
Rośnie na otwartych przestrzeniach w lasach, w lasach sosnowych, zaroślach oraz na nieużytkach, na piaszczystym podłożu. Występuje na terenach nizinnych.